# Ancylis apicella
Ancylis apicella là một loài bướm đêm thuộc họ Tortricidae. Nó được tìm thấy ở Palearctic ecozone.
Sải cánh dài 12–17 mm.
Ấu trùng ăn Frangula alnus, Rhamnus frangula, Ligustrum, Prunus spinosa và Cornus.

## Hình ảnh

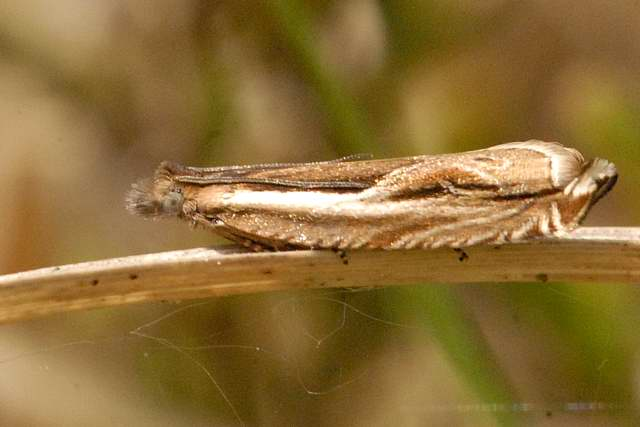